# 西鉄331形電車
西鉄331形電車（にしてつ331がたでんしゃ）は、西日本鉄道（西鉄）が1957年（昭和32年）から1964年（昭和39年）にかけて、同社北九州線の支線である1,067 mm軌間の北方線において運用する目的で導入した2車体連接構造の電車（路面電車車両）である。

## 製造に至る経緯
北方線においては、同路線を敷設した小倉電気軌道より承継した経年の高い木造4輪単車（300形301 - 317）が長年にわたって主力車両として運用された。しかし1950年代後半より小倉市（現・北九州市）中心部の南側では住宅団地の建設が進み人口が増加すると、小型の2軸単車では輸送需要をまかない切れなくなり、北方線に当時2両のみ在籍した2軸ボギー車321形を加えてもなお輸送力不足が生じた。
このような輸送状況を改善するため、1956年（昭和31年）には2軸ボギー車323形を2両新製し導入したが、翌1957年（昭和32年）以降は西鉄における各路線において輸送力向上に一定の実績を有した連接車を導入し、老朽化が著しい木造4輪単車を全面的に代替することとなった。本形式は以上の経緯により設計・製造され、1957年（昭和32年）から1964年（昭和39年）にかけて、計13編成26両が導入された。
各部の設計には同時期に新製された1,435 mm軌間路線向け連接車である1000形電車との共通点が存在するが、本形式は車両限界の狭小な北方線用に設計されたことから、車体幅が縮小されるなど専用設計が多く取り入れられ、前後妻面を大きく絞り込んだ特徴的な車体形状は「ヨーロピアンスタイル」とも評された。
編成は北方側の車両をA車・魚町側の車両をB車とし、車両番号は第1編成を例にとると「331A-331B」のように付番され、同車番のA車とB車の2両による2車体3台車連接固定編成を組成した。以下、編成単位の記述に際しては、331A-331Bの編成であれば「331AB」のように記述する。
|       | 車番          | 製造メーカー | 備考         |
| ----- | ------------- | ------------ | ------------ |
| 331形 | 331AB・332AB  | 川崎車輌     | 量産先行編成 |
| 331形 | 333AB - 341AB | 日立製作所   |              |
| 331形 | 342AB・343AB  | 九州車輌     |              |

初回落成分となる331AB・332ABが川崎車輌（現・川崎重工業）において新製されたのち、1959年（昭和34年）から1963年（昭和38年）にかけて落成した333AB - 341ABの計9編成は日立製作所において新製された。また、最終落成分となる342AB・343ABの2編成については発注コスト削減を目的として地元企業である九州車輌において新製された。
本形式は終始北方線において運用され、同路線が廃止となった1980年（昭和55年）まで在籍した。

## 車体
1車体あたりの車体長7,200 mm、1編成あたりの全長15,000 mmの全鋼製構体を備える。構体床板部分は遮音性を考慮して波形鋼板（キーストンプレート）張りとされたが、九州車輌製の342AB・343ABのみは製造コスト削減を目的として平鋼板張りに設計変更された。
前面形状は323形と同様に、妻面中央部が前方に大きく突出した3面折妻形状とし、中央部に広幅の運転台窓を、その左右に1段下降構造の開閉可能窓を配した。中央窓については331AB・333AB - 335ABの計4編成8両がHゴム固定支持による固定窓であるのに対し、332ABおよび336AB以降の計9編成18両は窓枠をアルミ枠固定支持とし、前方へスライドする形で開閉する突出式の開閉可能窓とした点が異なる。また、前者のうち量産先行車である331ABは中央窓下へ通風口を設けたが、333AB - 335ABにおいては省略された。
中間連接部の妻面は1000形連接車と同様に全断面形状の広幅貫通構造とし、全周式の幌が設置された。
前照灯は大型の白熱灯式のものを妻面中央窓下へ1灯、後部標識灯は妻面左右窓上に各1灯それぞれ設置し、妻面中央窓上には行先表示窓を設けた。
側窓構造は製造当初から上段Hゴム固定支持・下段上昇式のいわゆる「バス窓」で、編成の進行方向に向かって前部の車両の左前部と、後部車両の左中央よりやや連結面寄りの位置に客用扉が来るような扉・窓配置とした。客用扉は860 mm幅の2枚折扉とし、1編成当たりの側面窓配置はd6 / 2d4（d：客用扉、各数値は側窓の枚数を示す）である。
車内はロングシート仕様で、車内照明は初回落成分となる331AB・332ABのみ白熱灯仕様で落成したが、333AB以降の各編成はいずれも蛍光灯仕様に改良された。また、車内壁部は331AB・332ABが鋼板塗装仕上げ、333AB - 335ABが薄紫色のアルミデコラ仕上げ、336AB - 341ABが薄茶色のアルミデコラ仕上げ、342AB・343ABが薄茶色のビニル鋼板仕上げと、それぞれ仕様が異なる。
これら内装の仕様変更は、いずれも同時期に新製された1000形連接車に準拠したものであり、331AB・332ABは福岡市内線1006AB - 1015ABと、333AB - 335ABは北九州線1031AB以降と、336AB - 341ABは同1045AB以降と、342AB・343ABは北九州線1000形の3車体連接化に際して新製された中間車1052C・1053Cと、それぞれ同一の仕様となっている。

## 主要機器
制御方式は各運転台に設置された東洋電機製造DB1-K4直接制御器によって速度制御を行う直接式である。
主電動機は一時間定格出力37.3 kWの直流直巻電動機を1編成あたり2基搭載するが、両端台車へ主電動機を装架した1000形連接車とは異なり、本形式においては主電動機を中間連接台車の2軸へ集中装架した点が特徴である。331AB - 335ABは323形において採用された主電動機と同一機種の東洋電機製造TDK-532/2-Aを採用したが、336AB以降は日立製作所製のHS313-BrまたはHS313-Drに変更された。いずれも歯車比を4.13 (62:15) に設定、駆動方式は吊り掛け式である。
台車は川崎車輌製の331AB・332ABが川崎車輌OK形台車に属する軸梁式のOK-19A（動力台車）・OK-19B（付随台車）を、333AB以降は日立製作所製の軸ばね式台車KL-12（動力台車）・KL-11B（付随台車）をそれぞれ装着する。動力台車であるOK-19AおよびKL-12は主電動機を2つの車軸の外側に装架する構造を採用、前述の通り中間連接部に動力台車を、編成両端部に付随台車をそれぞれ配した。固定軸間距離はいずれも1,500 mmで統一されている。
制動装置は構造の簡易な直通ブレーキに非常弁を付加したSME直通ブレーキを採用、その他非常制動として直接制御器の操作によって動作する発電制動を併設する。
集電装置は各編成のA車の屋根上へ1基搭載した。

## 運用
331AB・332ABの導入以降、延べ6次にわたって増備された本形式は、最終編成である343ABの落成をもって木造4輪単車を全面的に置き換えたのみならず、ボギー車4両を予備車的な位置付けに追いやり、北方線における主力車両となった。
導入後は大きな改造を受けることなく終始北方線において運用され、北方線が1980年（昭和55年）11月1日をもって全線廃止となったことに伴い、本形式は北方線に在籍する他形式と同様に、他路線へ転用されることなく翌11月2日付で全車廃車となった。廃止当日より運用を終えた車両から順次小倉北区中井海岸の埋立地へ搬出され、同地において全車とも解体処分された。
そのため、本形式は鉄道車両として現存するものはないが、本形式の廃車発生品である日立製作所KL-11B付随台車が土佐電気鉄道へ5両分・計10台譲渡され、同社1000形電車の新製に際して動力台車化改造を施工された上で流用された。